# Kellin Quinn
Kellin Quinn Bostwick (Medford, 24 aprile 1986) è un cantante, cantautore e musicista statunitense.
È il cantante e tastierista della band rock Sleeping with Sirens dal 2009. È noto per il suo timbro tipico dei contraltisti.

## Biografia
Kellin è il cantante della band Sleeping With Sirens e ha anche fatto un'audizione per diventare il cantante dei Dance Gavin Dance, prima di unirsi agli Sleeping with Sirens nel 2009.
Kellin ha partecipato al singolo King for a Day della band Pierce the Veil, nonché al video musicale, pubblicato nel 2012. Il singolo è diventato oro nel 2014 e platino nel gennaio 2020.
Inoltre possiede la linea di abbigliamento, "Anthem Made", ed è il fondatore del progetto "Dreamer Development Group", una rete di supporto per aspiranti artisti e gruppi musicali indipendenti. Inoltre ha partecipato e cantato in molte canzoni di artisti emergenti, e ha collaborato con Machine Gun Kelly per il suo singolo Love Race
Dal 2020 ha iniziato un progetto da solista chiamato Downer Inc.

## Vita privata
I genitori di Kellin divorziarono quando aveva 3 anni e il padre di Kellin lo abbandonò. È cresciuto con le sue 2 sorelle e 2 fratelli.
Si è sposato con Katelynne Lahmann nel 2013. La coppia ha una figlia, Copeland Quinn

## Discografia

### Album in studio
Con gli Sleeping With Sirens
- 2010 – With Ears to See and Eyes to Hear
- 2011 – Let's Cheers to This
- 2013 – Feel
- 2015 – Madness
- 2017 – Gossip
- 2019 – How It Feels to Be Lost
- 2022 - Complete Collapse